# Neofowizm
Neofowizm lub neoabstrakcjonizm – kierunek w światowym malarstwie z końca lat 70., nawiązujący do doświadczeń fowizmu i abstrakcjonizmu.
Grupa niemieckich malarzy (Rainer Fetting, Salome, Bernd Zimmer oraz Helmut Middendorf) złączyła się około 1978 r. pod wspólnym sztandarem niechęci do pop-artu, tworząc tzw. Neue Wilde (czyli „Nowi dzicy”). W swoim malarstwie nawiązywali do najlepszych lat niemieckiego ekspresjonizmu, a więc lat 1907–1915 – tworząc niezwykle żywo i brutalnie, ze szczyptą fowistycznego szaleństwa barwnego.
W Hiszpanii na początku lat 80. nurt ten podjął Manuel Brotto, a w Polsce pod hasłem Nowa Ekspresja tworzyli m.in.: Jerzy Świątkowski, Cezary Staniszewski, Andrzej Cisowski, Maciej Dowgiałło, Janusz Mulak, Michał Kowalski, Grzegorz Śmigielski, Krzysztof Skarbek, grupa Gruppa, Zdzisław Nitka.
Tematem prac neofowistycznych są zwykle ludzie, często ukazani w konwencji pornograficznej lub agresywnej prowokacji. Artyści powracają do wątków historycznych i mitycznych, przy czym ich celem jest jak największe zbrutalizowanie danych tematów – zaakcentowanie tkwiącego w rzeczywistości cierpienia i przemocy. Na wystawie Zeitgeist („Duch czasu”) z 1982 r. malarze niemieccy przedstawili światu ich wizję współczesnego życia w mieście, pełnego gwałtu i drastyczności.
Technika malarska jest również agresywna – prace bywają niedokończone, pospiesznie i niestarannie kadrowane, a farba wyciskana bezpośrednio z tubki układa się w wyraziste pasma kontrastujących barw.

## Literatura
- Krzysztof Stanisławski, Nowa ekspresja w: Grzegorz Dziamski (red.) Od awangardy do postmodernizmu, Encyklopedia kultury polskiej XX wieku., 1996, ISBN 83-85323-21-X.
- Grzegorz Dziamski, Awangarda po awangardzie, Poznań 1995, ISBN 83-7112-086-9.